# Julie Gayet
Julie Marie Nicole Gayet (ur. 3 czerwca 1972 w Suresnes) – francuska aktorka i producentka filmowa.

## Życiorys
Urodziła się 3 czerwca 1972 w Suresnes pod Paryżem. Jej ojciec, Brice Gayet, jest profesorem chirurgii przewodu pokarmowego, współtworzył Institut mutualiste Montsouris w Paryżu. W latach 1992–1993 był członkiem gabinetu ministra zdrowia Bernarda Kouchnera. Jej matka, Anne Gayet, jest antykwariuszem dzieł sztuki. Rodzice Julie konsekwentnie utrzymywali kontakty towarzyskie i przez dziesięciolecia wspierali francuskich socjalistów. Jej dziadek, Alain Gayet, brał udział w walkach o wyzwolenie Francji. Julie dorastała w 8. dzielnicy Paryża wraz z dwoma braćmi – Jean-Brice’m oraz Erwanem.
Julie Gayet uczyła się w prywatnej szkole katolickiej w Paryżu. Studiowała historię sztuki, psychologię i kinematografię na Uniwersytecie Nowej Sorbony, kształciła się też w dziedzinie tańca, gry aktorskiej i śpiewu w Londynie i Paryżu.
Jako aktorka zadebiutowała w epizodycznych rolach we francuskich serialach telewizyjnych, m.in. sitcomie „Premiers baisers''. W 1993 roku pojawiła się w filmie Krzysztofa Kieślowskiego pt. Trzy kolory. Niebieski. Zagrała później m.in. w głośnym filmie Sto i jedna noc. W 1997 roku otrzymała prestiżową nagrodę Romy Schneider za rolę Nathalie w filmie Sélect Hôtel. W ciągu następnych dziesięciu lat zagrała w wielu innych filmach. W 2014 została nominowana do Cezara w kategorii najlepsza aktorka drugoplanowa za rolę Valérie Dumontheil w filmie Quai d’Orsay. Oprócz pracy aktorki próbowała swoich sił jako producent i reżyser filmowy. Założyła firmy producenckie Rouge Internationale (2007), Amarante International (2012) oraz Cinémaphore (2013).
W latach 2003–2006 Julie była żoną argentyńskiego pisarza Santiago Amigoreny, jednak małżeństwo zakończyło się rozwodem. Ma z nim dwóch synów: Tadéo (ur. 25 maja 1999) i Ezéchiela (ur. 15 sierpnia 2000). W styczniu 2014 Amigorena opublikował powieść pt. „Des jours que j’ai pas oubliés”, w której powraca do historii tego związku.
Gorąca zwolenniczka francuskiej Partii Socjalistycznej. W wyborach prezydenckich w 2007 publicznie popierała kandydaturę Ségolène Royal. W wyborach prezydenckich w 2012 roku udzieliła swojego poparcia kandydaturze François Hollande’a zarówno w prawyborach, jak i właściwych wyborach.
Na początku 2013 na łamach prasy pojawiły się plotki o jej związku prezydentem Francji François Hollandem, co skłoniło ją do skierowania do sądu powództwa dotyczącego naruszenia jej prywatności. 10 stycznia 2014 tabloid „Closer” zamieścił siedem stron relacji i zdjęć na temat potajemnych spotkań prezydenta i aktorki w mieszkaniu wynajmowanym przez przyjaciół Julie Gayet w pobliżu Pałacu Elizejskiego. Zdaniem gazety związek trwał już od 2 lat. Doniesienia „Closer” zostały szeroko skomentowane przez tak światowe, jak i francuskie media. Po kilkunastu dniach François Hollande oficjalnie ogłosił rozstanie ze swoją dotychczasową konkubiną Valérie Trierweiler.
Zasiadała w jury sekcji „Un Certain Regard” na 62. MFF w Cannes (2009) oraz w jury sekcji „Cinéfondation” na 64. MFF w Cannes (2011).

## Filmografia

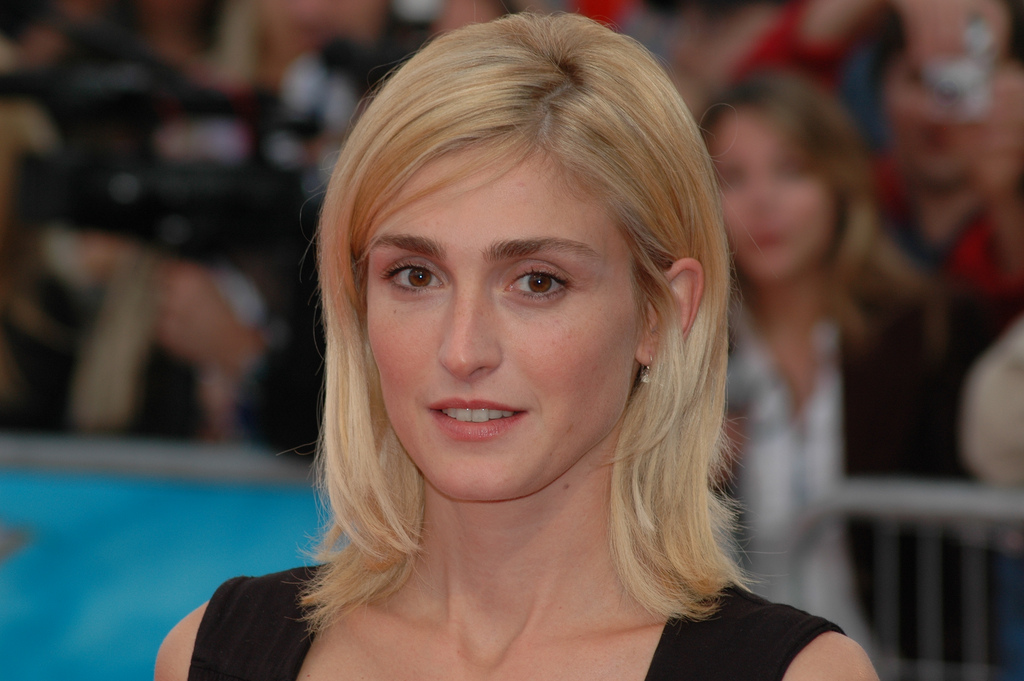
Julie Gayet na festiwalu kina amerykańskiego w Deauville w 2007.

- Mała apokalipsa (1993) reż. Costa-Gavras
- Trzy kolory. Niebieski (1993) reż. Krzysztof Kieślowski: adwokat w poczekalni sądu
- L'Histoire du garçon qui voulait qu'on l'embrasse (1993) reż. Philippe Harel: dziewczyna w metrze
- À la belle étoile (1993) reż. Antoine Desrosières: Hannah
- 3000 scénarios contre un virus (1994) (segment La Teuf d’enfer)
- Sto i jedna noc (1995) reż. Agnès Varda: Camille Miralis
- Les Menteurs (1996) reż. Élie Chouraqui: Lisa
- Les Deux Papas et la Maman (1996) reż. Smaïn i Jean-Marc Longval: Sophie
- Delphine 1, Yvan 0 (1996) reż. Dominique Farrugia: Delphine
- Sélect Hôtel (1996) reż. Laurent Bouhnik: Nathalie
- Le Plaisir (et ses petits tracas) (1997) reż. Nicolas Boukhrief: Véra
- Ça ne se refuse pas (1998) reż. Éric Woreth: Marlène Kardelian
- Sentimental Education (1998) reż. C.S. Leigh: Claire
- Pourquoi pas moi ? (1999) reż. Stéphane Giusti: Eva
- Paddy (1999) reż. Gérard Mordillat: Paddy
- Nag la bombe (2000) reż. Jean-Louis Milesi: Rosine, kelnerka
- Les Gens qui s'aiment (2000) reż. Jean-Charles Tacchella: Winnie
- La Confusion des genres (2000) reż. Ilan Duran Cohen: Babette
- Vertiges de l’amour (2001) reż. Laurent Chouchan: Jeanne
- Ma caméra et moi (2002) reż. Christophe Loizillon: Lucie
- La Turbulence des fluides (2002) reż. Manon Briand: Catherine Rolland
- Un monde presque paisible (2002) reż. Michel Deville: Mme Andrée
- Novo (2002) reż. Jean-Pierre Limosin: Julie
- Après la pluie, le beau temps (2003) reż. Nathalie Schmidt: Rose Bonbon
- Śliczna Rita, patronka spraw beznadziejnych (2003) reż. Stéphane Clavier: Rita
- Clara et moi (2004) reż. Arnaud Viard: Clara
- Ce qu'ils imaginent (2004) reż. Anne Théron: Sarah
- Bab el web (2005) reż. Merzak Allouache: Laurence
- Camping à la ferme (2005) reż. Jean-Pierre Sinapi: Sędzia
- De particulier à particulier (2006) reż. Brice Cauvin: Sophie
- Mój najlepszy przyjaciel (2006) reż. Patrice Leconte: Catherine
- Le Lièvre de Vatanen (2006) reż. Marc Rivière: Olga
- A Woman in Winter (2006) reż. Richard Jobson: Caroline
- Enfances (2007) reż. Ismaël Ferroukhi: matka Fritza Langa
- Les Fourmis rouges (2007) reż. Stéphan Carpiaux: Anne
- Un baiser s'il vous plaît (2007) reż. Emmanuel Mouret: Émilie
- 8 fois debout (2009) reż. Xabi Molia: Elsa
- Pièce montée (2010) reż. Denys Granier-Deferre: Laurence
- Sans laisser de traces (2010) reż. Grégoire Vigneron: Clémence Meunier
- L'Art de séduire (2011) reż. Guy Mazarguil: Hélène
- Przewodnik po Belgradzie z piosenką weselną i pogrzebową (2011) reż. Bojan Vuletic: Sylvie
- Carré blanc (2011) reż. Jean-Baptiste Leonetti: Marie
- Nos plus belles vacances (2012) reż. Philippe Lellouche: Isabelle
- Au cas où je n'aurais pas la palme d'or (2012) reż. Renaud Cohen: Julia
- After (2012) reż. Géraldine Maillet: Julie
- Quai d’Orsay (2013) reż. Bertrand Tavernier: Valérie Dumontheil
- Les Âmes de papier (2013) reż. Vincent Lannoo: Emma